# بخش کوژیکود
بخش کوژیکود (به انگلیسی: Kozhikode district) یک بخش در هند است که در کرالا واقع شده‌است. بخش کوژیکود ۲٬۳۴۴ کیلومتر مربع مساحت و ۳٬۰۸۹٬۵۴۳ نفر جمعیت دارد.